# .HYAKKEI
.HYAKKEI（ドットヒャッケイ）は、株式会社TABAが運営するキャンプや登山等のアウトドアスポーツに関するウェブサイト（WEBマガジン）である。

## 概要
「自然を楽しもう！」をコンセプトに、登山やハイキング、キャンプに加え、スキーやスノーボードの情報も掲載している。ツアーガイドのインタビューなど、大自然を満喫したくなる記事が掲載されている。
WEBメディア をメインプラットフォームとし、月間約35万PV。またSNSのフォロワーは2020年時点で、Facebook 8万人、Instagram 2.4万人。

## 沿革
2015年7月21日、株式会社セフリが、株式会社グルーバー（オプトホールディングスの100%子会社）と、京セラコミュニケーションシステムと共同で、当サイトをオープンした。
2020年12月1日に、株式会社TABAが株式会社オプトより事業を譲受した。セフリからオプトに事業が渡った経緯や時期は不明である。